# Стјепан Кљуић
Стјепан Кљуић (Сарајево, 19. децембар 1939) босанскохерцеговачки и хрватски је новинар, политичар и ратни хрватски члан предсједништва Републике Босне и Херцеговине.

## Биографија
Стјепан Кљуић је рођен  19 децембра 1939. у Сарајеву, гдје је завршио гимназију и Филозофском факултету. Од 1965. до 1971. радио је као новинар у Ослобођењу, а касније је из Сарајева био дописник загребачког Вјесника. Био је један од оснивача и од 1990. до 1992. предсједник Хрватске демократске заједнице БиХ и противио се хрватској подршци изабране владе Алије Изетбеговића.
Средишње руководство Хрватске демократске заједнице у Загребу приморало је локално руководство у Херцег-Босни да га разријеше лидерске дужности. Њега је замијенио Миленко Бркић.
При оснивању Олимпијског комитета Босне и Херцеговине 1992, Кљуић је изабран за првог предсједника. Основао је Републиканску странку 1994. године. Био је кандидат странке за члана Предсједништва из реда хрватског народа на општим изборима 2002, али није побиједио. Касније прелази у Социјалдемократску унију. Био савјетник Драгана Човића 2003. године.
Касније је Кљуић имао учешће у Хашким поступцима.